# Callobius manzanita
Callobius manzanita là một loài nhện trong họ Amaurobiidae.
Loài này thuộc chi Callobius. Callobius manzanita được miêu tả năm 1972 bởi Leech.